# Mário Jorge
Pour les articles homonymes, voir Jorge.
Pour le footballeur né en 1969, voir Mário Jorge (football, 1969).
Mário Jorge, de son nom complet Mário Jorge da Silva Pinto Fernandes, est un footballeur portugais né le 24 juillet 1961 à Ponta Delgada. Il évoluait au poste de milieu de terrain.

## Biographie

### En club
Mário Jorge joue au Portugal durant toute sa carrière : il évolue dans les clubs du Sporting Portugal, de Beira-Mar, de l'Estrela da Amadora et de l'Estoril-Praia.
Il dispute un total de 213 matchs en première division portugaise, inscrivant 15 buts. Avec le Sporting CP, il est sacré champion à deux reprises, en 1980 et 1982,.
Il remporte également la Coupe du Portugal en 1982,.
Au sein des compétitions continentales européennes, il prend part à trois matchs en Coupe d'Europe des clubs champions, 24 en Coupe de l'UEFA (trois buts), et cinq en Coupe des coupes. Il est quart de finaliste de la Coupe des clubs champions européens en 1983. En Coupe de l'UEFA, il est l'auteur d'un doublé contre le Red Boys Differdange en septembre 1981, lors du premier tour de la compétition.

### En équipe nationale
International portugais, il reçoit neuf sélections en équipe du Portugal entre 1983 et 1987, pour aucun but marqué.
Il joue son premier match en équipe nationale le 8 juin 1983 en amical contre le Brésil (défaite 0-4 à Coimbra). 
Son dernier match a lieu le 14 février 1987 contre l'Italie dans le cadre des qualifications de l'Euro 1988 (défaite 0-1 à Oeiras).

## Palmarès
Avec le Sporting Portugal :
- Champion du Portugal en 1980 et 1982
- Vice-champion du Portugal en 1985
- Vainqueur de la Coupe du Portugal en 1982
- Finaliste de la Coupe du Portugal en 1987